# مارینا دوبینا
مارینا دوبینا (انگلیسی: Marina Dubinina؛ زادهٔ ۲۸ ژوئن ۱۹۶۹) بازیکن والیبال اهل اوکراین است.